# Grupo Editorial Vid
Grupo Editorial Vid, y antiguamente Editorial Argumentos (EDAR), fue una editorial mexicana dedicada a la publicación de historietas en México, dirigida por Mane de la Parra, después de que la heredase de su padre Manelick de la Parra, y este a su vez de sus padres Yolanda Vargas Dulché y Guillermo de la Parra. Destacó especialmente, por ser la propietaria de derechos de editoriales estadounidenses como DC Comics y Marvel Comics durante un tiempo, además de su producción propia, que incluye títulos tan duraderos como Lágrimas, Risas y Amor y Memín Pinguín.

## Trayectoria

### Primera etapa
En 1956, los esposos Yolanda Vargas Dulché y Guillermo de la Parra fundan también su propia editorial.
La revista Lágrimas, Risas y Amor presentaba historietas como El pecado de Oyuki (1975), adaptada luego a televisión.
Kendor, el hombre del Tíbet

### Primeras licencias extranjeras
A partir de la década de los ochenta, al igual que Novedades Editores, Grupo Editorial Vid enfocó su producción al material importado, que le resultaba más barato, produciéndose un boom del cómic de superhéroes y el manga.
A mediados de los años 90, la editorial vivió su período de mayor éxito. 
Además de tener presencia en la mayoría de la República Mexicana mediante las tiendas Mundo VID, durante el período de mayor éxito de la Editorial, a mediados de los 90, VID organizó en la Ciudad de México las llamadas MECyF (originalmente refiriéndose a Modelismo Estático, Ciencia Ficción y Fantasía):
- La primera edición, MECyF'95, se realizó del 10 al 12 de noviembre de 1995, en el Hotel Flamingos Plaza.
- La segunda edición, MECyF'96, se llevó a cabo en El Palacio Mundial de las Ferias (a un costado del Monumento de la Revolución), del 15 al 19 de mayo de 1996.
- La tercera edición, MECyF'97 se hizo en el World Trade Center de la Ciudad de México, del 30 de abril al 4 de mayo de 1997.
- La cuarta edición, MECyF'98 volvió a realizarse en el WTC, del 11 al 15 de julio de 1998.

Es de destacar que grandes personalidades y autores de la Industria del Cómic y de la Ciencia Ficción se dieron cita en ellas, incluyendo a Dennis O´Neil, entonces el Editor de los títulos de Batman para DC Comics, y dibujantes y escritores como Dan Jurgens (La Muerte de Superman), Jon Bogdanove, Louise Simonson o Todd McFarlane (creador de Spawn).
El primero de agosto de 1994, Editorial Vid obtuvo la licencia para publicar los cómics de Marvel en México. La periodicidad de la revista era quincenal y en un inicio con un costo de $5 pesos aumentando posteriormente a $7 pesos. Aunque Vid mostró respeto por la continuidad de sus cómics, varias historias terminaron sin ser publicadas completamente. Vid terminó de publicar su colección en septiembre de 1995, cediéndole los derechos a la compañía Marvel.

### Segunda etapa como editora de Marvel: 1998-2005
Para finales de 1998, la Editorial Marvel le devolvió los derechos para editar sus cómics nuevamente a Vid. Empezaron con los títulos Spider-Man, X-men y Avengers, posteriormente publicando títulos como Daredevil y Wolverine y en el inicio del 2000 publicando la línea Ultimate.
También poseía los derechos de la editorial DC comics en España, donde durante un gran tiempo estuvo publicando por sí misma, aunque finalmente cedió sus derechos a la editorial catalana Norma Editorial.
Para mediados del 2005, Editorial Televisa se hizo de los derechos de Marvel en México terminando con la etapa de esta compañía.

### Decadencia: 2005-2012

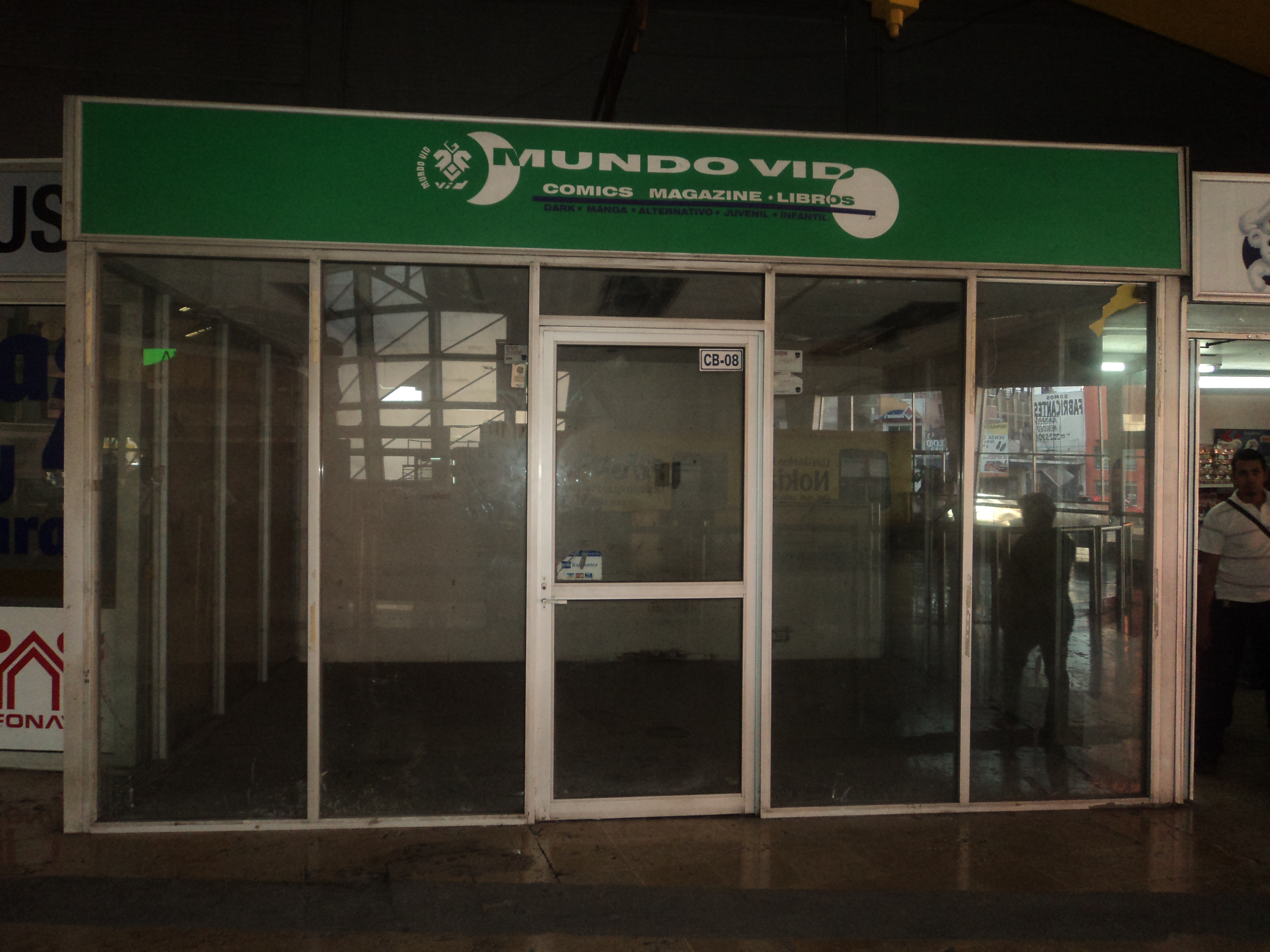
Tienda Mundo Vid cerrada.

Debido al creciente interés por los mangas, Vid se enfocó casi exclusivamente a estos. Sin embargo, en 2005 vuelve a publicar historietas mexicanas: Memín Pinguín además de otros importantes como Lágrimas Risas y Amor, y durante unos años El Pantera.
En 2005 comenzó la decadencia de la editorial, perdiendo primero los derechos de Marvel Comics (2005) para años después perder los de DC Comics (2011). 
La Editorial Vid fue a pique a partir de 2009; Vid no dio explicación concreta del porqué del cierre de sus sucursales en las distintas entidades del país. Las más recientes en ser cerradas fueron el local en la estación del metro Cuauhtémoc, el local en la estación Hospital en la ciudad de Monterrey y el local de la plaza comercial Garibaldi Metro de Monterrey. 
Vid y Editorial Televisa llegaron a un convenio en el cual Intermex, subsidiaria de Televisa, se encargó de la distribución de los cómics de ambas empresas 1
.

### Regreso
Desde 2015 publica las series de Memín Pinguín y Lágrimas, Risas y Amor licenciadas bajo el nombre de Manelick de la Parra. 
En 2017 se detuvo nuevamente la publicación de Lágrimas, Risas y Amor, concluyendo con pocos números de El Pecado de Oyuki publicados.

## Títulos publicados

### En la actualidad
Vid posee los derechos de las editoriales Image, Vértigo, y Wildstorm para publicar sus cómics en México
- Bionicle (Wildstorm)
- Robotech (Wildstorm)
- Robotech: Amor y Guerra (Wildstorm)
- Robotech: Invasion (Wildstorm)
- Robotech: Preludio a las Crónicas Fantasmas (Wildstorm)
- Street Fighter (Image)

También:
- Gasparín, bajo licencia de Harvey Comics
- Los Padrinos Mágicos, bajo licencia de Viacom International y Nelvana International
- Memín Pinguín, la primera historieta publicada por la editorial a principios de los años 40.
- El Pájaro Loco, bajo licencia de Walter Lantz
- Festival Del Cómic, bajo licencia de Cartoon Network y DC Comics
- Lágrimas y Risas, originalmente conocida como Lágrimas, risas y amor, cuyas historias han sido adaptadas en su mayoría por Televisa, en forma de telenovelas.

### En el pasado
- Fantomas, la amenaza elegante (1991-1994)
- El Pantera, que se publicó hasta que Televisa empezó con la serie de televisión

En México y en parte de Sudamérica fue la editorial que publicó durante varias décadas los cómics de la Editorial DC
- 52 (Ediciones Especiales en 26 tomos)
- All Star Superman (Ediciones Especiales)
- All Stars Batman y Robin (Ediciones Especiales)
- Batman (Ediciones Especiales)
- Green Lantern
- ION
- Justice (DC Comics)
- Liga de la Justicia de América
- OMAC
- Secret Six
- Shadowpact
- Sociedad de la Justicia de América
- Superman
- Superman/Batman
- The Flash
- Wonder Woman

### Manga[3]
| ¡Oh, Mi Diosa!                                 | Kōsuke Fujishima                                           | Seinen | 64/48            | VID       |
| A. I. Love You                                 | Ken Akamatsu                                               | Shōnen | 8/8 (Completo)   | Tankōbon  |
| Ai Yori Aoshi                                  | Kou Fumizuki                                               | Seinen | 17/17 (Completo) | Tankōbon  |
| Angel Sanctuary                                | Kaori Yuki                                                 | Shōjo  | 20/20 (Completo) | Tankōbon  |
| Angelic Layer                                  | CLAMP                                                      | Shōnen | 5/5 (Completo)   | Tankōbon  |
| B't X                                          | Masami Kurumada                                            | Shōnen | 16/16 (Completo) | Tankōbon  |
| Berserk                                        | Kentaro Miura                                              | Seinen | 24/39~           | Tankōbon  |
| Beyblade                                       | Takao Tomi                                                 | Shōnen | 12/14            | Tankōbon  |
| Bleach                                         | Tite Kubo                                                  | Shōnen | 24/74            | Tankōbon  |
| Blood: El Último Vampiro                       | Benkyo Tamaoki                                             | Shōnen | 1/1 (Completo)   | Tankōbon  |
| Chobits                                        | CLAMP                                                      | Seinen | 8/8 (Completo)   | Tankōbon  |
| Chrono Crusade                                 | Daisuke Moriyama                                           | Shōnen | 8/8 (Completo)   | Tankōbon  |
| Clamp School Detectives                        | CLAMP                                                      | Shōjo  | 3/3 (Completo)   | Tankōbon  |
| Claymore                                       | Norihiro Yagi                                              | Shōnen | 8/27             | Tankōbon  |
| Clover                                         | CLAMP                                                      | Shōjo  | 4/4 (Completo)   | Tankōbon  |
| Cowboy Bebop                                   | Yutaka Nanten                                              | Shōjo  | 3/3 (Completo)   | Tankōbon  |
| D.Gray-man                                     | Katsura Hoshino                                            | Shōnen | 13/25~           | Tankōbon  |
| Death Note                                     | Tsugumi Ohba (Guion) Takeshi Obata (Dibujo)                | Shōnen | 13/13 (Completo) | Tankōbon  |
| DNA²                                           | Masakazu Katsura                                           | Shōnen | 10/10 (Completo) | VID       |
| D•N•Angel                                      | Yukiru Sugisaki                                            | Shōjo  | 10/15~           | Tankōbon  |
| Dragon Ball                                    | Akira Toriyama                                             | Shōnen | 32/32 (Completo) | VID       |
| Dragon Ball Z                                  | Akira Toriyama                                             | Shōnen | 53/??            | VID       |
| Dragon Quest: Las aventuras de Fly             | Riku Sanjo (Guion) Kôji Inada (Dibujo)                     | Shōnen | 37/37 (Completo) | Tankōbon  |
| Duklyon                                        | CLAMP                                                      | Shōnen | 2/2 (Completo)   | Tankōbon  |
| Elfen Lied                                     | Lynn Okamoto                                               | Seinen | 12/12 (Completo) | Tankōbon  |
| Fruits Basket                                  | Natsuki Takaya                                             | Shōjo  | 23/23 (Completo) | Tankōbon  |
| Full Moon                                      | Arina Tanemura                                             | Shōjo  | 7/7 (Completo)   | Tankōbon  |
| Gantz                                          | Hiroya Oku                                                 | Seinen | 19/37            | Tankōbon  |
| Gravitation                                    | Maki Murakami                                              | Shōjo  | 12/12 (Completo) | Tankōbon  |
| GTO                                            | Tōru Fujisawa                                              | Shōnen | 25/25 (Completo) | Tankōbon  |
| Guerreras Mágicas                              | CLAMP                                                      | Shōjo  | 24/45            | M/XX Zine |
| Gun Smith Cats                                 | Ken'ichi Sonoda                                            | Seinen | 19/19 (Completo) | VID       |
| Harlem Beat                                    | Yuriko Nishiyama                                           | Shōnen | ??/29            | M/XX Zine |
| Hunter x Hunter                                | Yoshihiro Togashi                                          | Shōnen | 7/32~            | Tankōbon  |
| I''s                                           | Masakazu Katsura                                           | Shōnen | 30/30 (Completo) | VID       |
| Ichigo 100%                                    | Mizuki Kawashita                                           | Shōnen | 19/19 (Completo) | Tankōbon  |
| InuYasha                                       | Rumiko Takahashi                                           | Shōnen | 25/56            | Tankōbon  |
| Kajika                                         | Akira Toriyama                                             | Shōnen | 1/1 (Completo)   | Tankōbon  |
| Karekano                                       | Masami Tsuda                                               | Shōjo  | 21/21 (Completo) | Tankōbon  |
| Kirara                                         | Toshiki Yui                                                | Seinen | 6/6 (Completo)   | Tankōbon  |
| Love Hina                                      | Ken Akamatsu                                               | Shōnen | 28/28 (Completo) | VID       |
| Lovely Complex                                 | Aya Nakahara                                               | Shōjo  | 8/17             | Tankōbon  |
| Marmalade Boy                                  | Wataru Yoshizumi                                           | Shōjo  | 8/8 (Completo)   | Tankōbon  |
| Miyuki-chan in Wonderland                      | CLAMP                                                      | Shōjo  | 1/1 (Completo)   | Tankōbon  |
| Monster                                        | Naoki Urasawa                                              | Seinen | 18/18 (Completo) | Tankōbon  |
| NANA                                           | Ai Yazawa                                                  | Shōjo  | 15/21            | Tankōbon  |
| Naruto                                         | Masashi Kishimoto                                          | Shōnen | 24/72            | Tankōbon  |
| Neon Genesis Evangelion                        | Yoshiyuki Sadamoto                                         | Shōnen | 10/14            | Tankōbon  |
| Neon Genesis Evangelion: La novia de acero 2nd | Fumino Hayashi                                             | Shōjo  | 6/6 (Completo)   | Tankōbon  |
| Psycho Trader Chinami                          | Akihiro Kimura                                             | Shōnen | 2/??             | Tankōbon  |
| Raazefon                                       | Takeaki Momose                                             | Seinen | 3/3 (Completo)   | Tankōbon  |
| Ragnarok                                       | Myung-Jin Lee                                              | Shōnen | 10/10 (Completo) | Tankōbon  |
| Saikano: Mi novia, el arma definitiva          | Shin Takahashi                                             | Seinen | 7/7 (Completo)   | Tankōbon  |
| Sailor Moon                                    | Naoko Takeuchi                                             | Shōjo  | ??/18            | M/XX Zine |
| Saint Seiya                                    | Masami Kurumada                                            | Shōnen | 28/28 (Completo) | Tankōbon  |
| Samurai X                                      | Nobuhiro Watsuki                                           | Shōnen | 28/28 (Completo) | Tankōbon  |
| Sandland                                       | Akira Toriyama                                             | Shōnen | 1/1 (Completo)   | Tankōbon  |
| Shadow Lady                                    | Masakazu Katsura                                           | Shōnen | 6/6 (Completo)   | VID       |
| Shaman King                                    | Hiroyuki Takei                                             | Shōnen | 32/32 (Completo) | Tankōbon  |
| Slam Dunk                                      | Takehiko Inoue                                             | Shōnen | 15/31            | Tankōbon  |
| Slayers                                        | Hajime Kanzaka (Historia Original) Shoko Yoshinaka (Manga) | Shōnen | 8/8 (Completo)   | Tankōbon  |
| Tenjō Tenge                                    | Oh! Great                                                  | Shōnen | 17/22            | Tankōbon  |
| Tsubasa Reservoir Chronicles                   | CLAMP                                                      | Shōnen | 13/28            | Tankōbon  |
| Video Girl Ai/Len                              | Masakazu Katsura                                           | Shōnen | 30/30 (Completo) | VID       |
| Wish                                           | CLAMP                                                      | Shōjo  | 4/4 (Completo)   | Tankōbon  |
| X                                              | CLAMP                                                      | Shōjo  | 18/18.5          | Tankōbon  |
| ×××HOLiC                                       | CLAMP                                                      | Seinen | 8/19             | Tankōbon  |
| Yu Yu Hakusho                                  | Yoshihiro Togashi                                          | Shōnen | 15/19            | Tankōbon  |
| Zetman                                         | Masakazu Katsura                                           | Seinen | 8/18             | Tankōbon  |